# Дерзиг-Аксы
Дерзиг-Аксы — село в Каа-Хемском кожууне Республики Тыва Российской Федерации. Административный центр и единственный населённый пункт Дерзиг-Аксыского сумона.

## География
Находится у р. Малый Енисей
Возле села несколько отдаленных населённых пунктов: местечко Питомник, местечко Свиноферма, местечко Даниловская оросительная система, местечко Чеди-Терек, местечко Челандра, местечко Усть-Дерзиг, местечко Дерзиг, местечко Хаактыг, местечко Соколова.

### Уличная сеть
- Набережная улица
- Лесная улица
- Улица Почтовый квартал
- Магистральная улица
- Центральная улица
- Рабочая улица
- Зелёная улица
- Сарыг-Сепская улица
- Молодёжный переулок

## История
Основано в 1906 году русскими переселенцами.
В 1963 году указом Президиума Верховного Совета РСФСР посёлок Даниловка переименовано в Дерзиг-Аксы.

## Население
| 2002  | 2010  | 2011  | 2012  | 2013  | 2014  | 2015  |
| ----- | ----- | ----- | ----- | ----- | ----- | ----- |
| 943   | ↗973  | ↗974  | ↗986  | ↗987  | ↗1021 | ↗1025 |
| 2016  | 2017  | 2018  | 2019  | 2020  | 2021  |       |
| ↘1016 | ↘1004 | ↗1020 | →1020 | ↗1028 | ↘1008 |       |

## Известные уроженцы, жители
В школе села Дерзиг-Аксы преподавал Ойдан-оол Ховенмей Монгушевич (25 октября 1938 — 12 января 2010) — тувинский поэт, писатель, переводчик, журналист.

## Инфраструктура
Автодорога, оросительная система.
Дом культуры, средняя общеобразовательная школ, психоневрологический интернат